# 스티븐 반즈

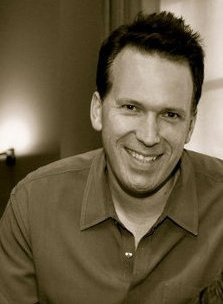

스티븐 반스(Steve Barnes, 1967년 5월 5일 ~ )는 미국의 배우, 라디오 DJ이다.
코퍼스크리스티에서 태어났다.

## 출연 작품

### 영화
- Losing Grace (2001) - 제프 역
- The Number (2001)
- 은밀한 본능 (2006, Last Sunset)
- 수상한 가족 (2009)

### 텔레비전
- 프리즌 브레이크 (2007)